# 沃爾斯鎮區 (明尼蘇達州特拉弗斯縣)
沃爾斯鎮區（英語：Walls Township）是位於美國明尼蘇達州特拉弗斯縣的一個行政鎮區。

## 歷史
沃爾斯鎮區於1881年成立，得名自早期定居者沃爾三兄弟。

## 地方資料
沃爾斯鎮區的面積為94.09平方千米，當中陸地面積為93.54平方千米，而水域面積為0.55平方千米。根據2020年美國人口普查的數據，當地共有人口42人，而人口密度為每平方千米0.45人。